# 無4情歌
《無4情歌》（UNTITLED 4 ballads）是Every Little Thing在2002年12月18日公開的第22首單曲作品。

## 關於
首張12cm CD單曲，4曲均為A面曲。

## 收錄樂曲
1. UNSPEAKABLE
CanonCM歌曲
TBS系電視劇「戀愛Master」開場曲
第53回NHK紅白歌合戰出場歌唱曲。
2. 愛的謳歌
3. 房間
4. nostalgia鄉愁
5. UNSPEAKABLE（Instrumental）
6. 愛的謳歌（Instrumental）
7. 房間（Instrumental）
8. nostalgia鄉愁（Instrumental）